# Trypanosyllis asterobia
Trypanosyllis asterobia är en ringmaskart som först beskrevs av Okada 1933.  Trypanosyllis asterobia ingår i släktet Trypanosyllis och familjen Syllidae. Inga underarter finns listade i Catalogue of Life.